# Łukasz Gurdak

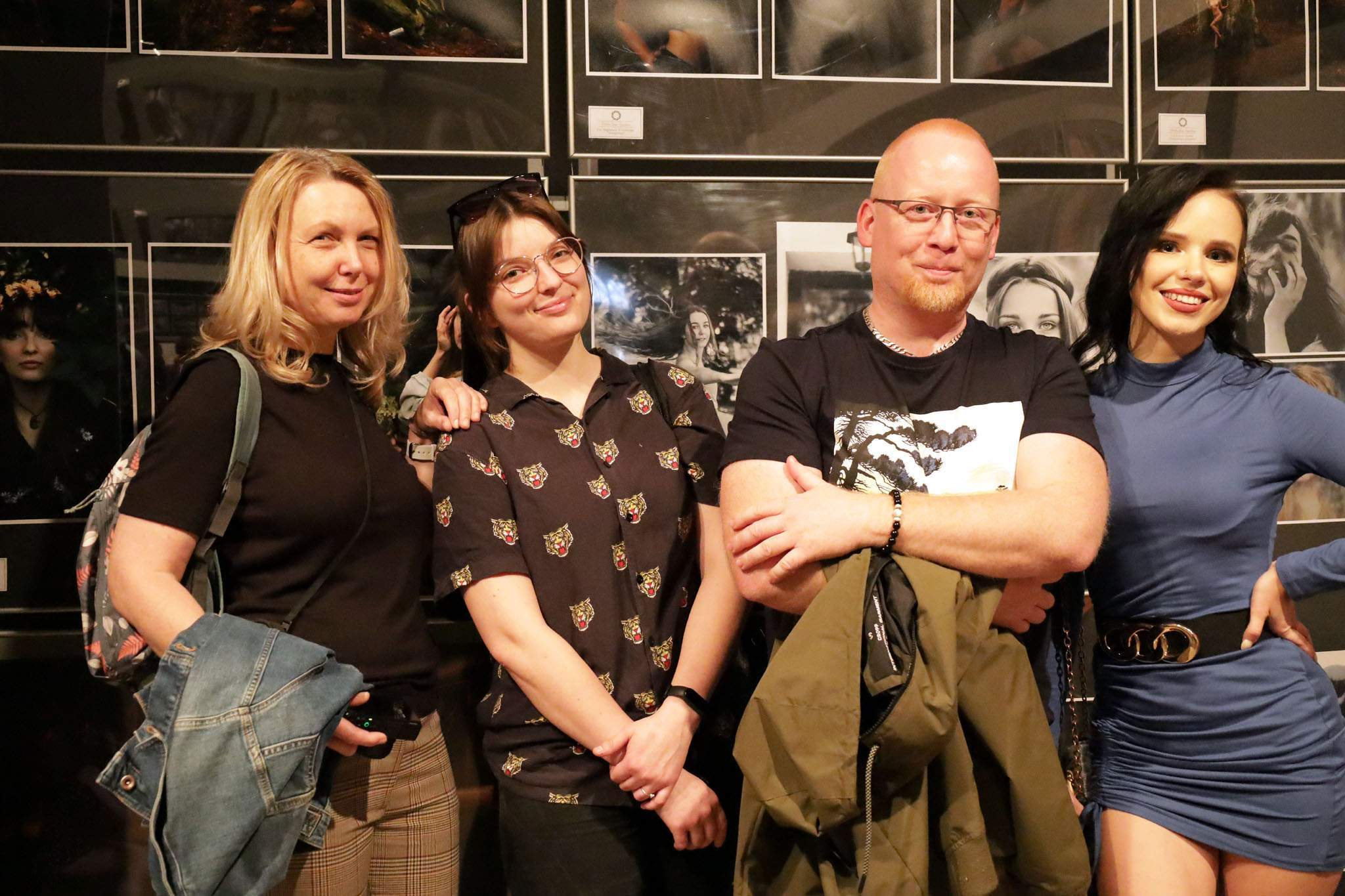
Mielecka Grupa Fotograficzna (2024)

Łukasz Gurdak (ur. 24 maja 1984 w Dębicy) – polski artysta fotograf, uhonorowany tytułami Artiste FIAP (AFIAP) oraz Excellence FIAP (EFIAP). Pomysłodawca, członek założyciel Mieleckiej Grupy Fotograficznej.

## Życiorys
W 2010 roku Łukasz Gurdak wspólnie z Grzegorzem Lizakowskim, członkiem Fotoklubu RP, utworzyli Mielecką Grupę Fotograficzną. Jest autorem i współautorem kilkudziesięciu wystaw w krajach Europy i świata. Wielokrotnie uhonorowany akceptacjami, nagrodami, medalami, wyróżnieniami – w Międzynarodowych Salonach Fotograficznych, objętych patronatem FIAP (m.in. w Belgradzie, Davos, Nowym Jorku, Rzeszowie, Santo Domingo, Varnie). W ramach działalności w Mieleckiej Grupie Fotograficznej był pomysłodawcą i współorganizatorem projektu „Portret Mielczan” (2012). Jest współorganizatorem i uczestnikiem plenerów fotograficznych, m.in. w Kolbuszowej, Krzyżtoporze, Machowie, Leżajsku, Baranowie Sandomierskim. Co roku (z powodzeniem) prezentuje swoje fotografie na ekspozycjach Podkarpackich Konfrontacji Fotograficznych i Międzynarodowego Niekonwencjonalnego Konkursu Fotograficznego Foto Odlot, w Galerii WDK w Rzeszowie. Szczególne miejsce w jego twórczości zajmuje fotografia aktu kobiecego.
W latach 2017, 2018, 2019, 2020, 2021, 2023, 2024, 2025 otrzymał w Londynie wyróżnienia w cyklicznym międzynarodowym konkursie fotografii artystycznej – Fine Art Photography Awards – w kategorii Akt (dla profesjonalistów) oraz w kategorii fotografii dokumentalnej (także dla profesjonalistów m.in. za fotograficzny projekt „Znikające obrazy Podkarpacia...?”).  
W 2018 otrzymał III nagrodę w prestiżowym konkursie fotograficznym PX3 – Prix de La Photographie Paris 2018, w kategorii artystycznej Akt (dla profesjonalistów). W 2019 otrzymał wyróżnienie w International Photography Awards 2019 (IPA 2019) w Los Angeles. W 2023 oraz 2024 otrzymał srebrną statuetkę podczas New York Photography Awards za autorskie projekty fotograficzne „Natura Aktu” i „Demonologia Karpacka”. W 2022 za swój wkład w rozwój sztuki fotograficznej został przyjęty w poczet honorowych członków Campina Photographic Exhibitions Society (CPE).
Jego prace zaprezentowano w Almanachu (1995–2017), wydanym przez Fotoklub Rzeczypospolitej Polskiej Stowarzyszenie Twórców.
W latach 2009–2020 był członkiem rzeczywistym Fotoklubu Rzeczypospolitej Polskiej Stowarzyszenia Twórców (legitymacja nr 257). W 2014 roku otrzymał tytuł Artiste FIAP (AFIAP) oraz w 2017 roku tytuł Excellence FIAP (EFIAP) – tytuły przyznane przez Międzynarodową Federację Sztuki Fotograficznej FIAP, z siedzibą w Luksemburgu. W 2018 roku został uhonorowany Medalem „Za Zasługi dla Fotografii Polskiej” – odznaczeniem przyznawanym przez Kapitułę Fotoklubu Rzeczypospolitej Polskiej Stowarzyszenia Twórców – w 100. rocznicę odzyskania przez Polskę niepodległości. W 2021 został zaproszony do prac w składzie jury – VI edycji Międzynarodowego Konkursu Fotograficznego „Kuferek", organizowanego pod patronatem (m.in.) FIAP, przez Jarosławski Ośrodek Kultury i Sztuki. W 2022 został odznaczony Brązowym Medalem „Za Fotograficzną Twórczość”, w odniesieniu do XX edycji Podkarpackich Konfrontacji Fotograficznych. W 2024 został zaproszony do prac w składzie jury – Bardaf International Exhibition w Bardejowie (Słowacja).

## Odznaczenia
- Medal „Za Zasługi dla Fotografii Polskiej” (2018)[43][39]
- Brązowy Medal „Za Fotograficzną Twórczość” (2022)[41][44]

## Wystawy indywidualne
1. Demonologia Karpacka – Bar/Galeria Czeremcha – Jaśliska, Polska 2024[45]
2. Akt – Muzeum Historii Fotografii „Jadernówka” – Mielec, Polska 2018[46]
3. Natura Aktu – Galeria Aktu przy Tygmont Live Club – Warszawa, Polska 2016[47]
4. Natura Aktu – Muzeum Historii Fotografii „Jadernówka” – Mielec, Polska 2013[48][49]
5. Nagość wsi – Muzeum Historii Fotografii „Jadernówka” – Mielec, Polska 2011[50]
6. Krajobrazy Kobiecości – Pozytywka (klub, kawiarnia, galeria) – Kraków, Polska 2009[45]

## Wystawy zbiorowe
1. 12th Sprng Fotosalon Bardaf 2025 – Bardejov, Słowacja 2025
2. OUR PHOTO WORD CIRCUIT 2025 Congo – Kongo, 2025
3. OUR PHOTO WORD CIRCUIT 2025 Kenya – Kenia, 2025
4. OUR PHOTO WORD CIRCUIT 2025 Iceland – Islandia, 2025
5. MPC Circuit Serbia 2025 – Serbia, 2025
6. MPC Circuit Angola 2025 – Angola, 2025
7. MPC Circuit Nicaragua 2025 – Nicaragua, 2025
8. NPS NL Spring 2025 – Hoorn, Holandia, 2025
9. International Exhibition PACAYA 2025 – Guatemala, 2025
10. Jako członek Mieleckiej Grupy Fotograficznej udział w XXIII Podkarpackich Konfrontacjch Fotograficznych – Rzeszów, Polska 2025
11. Golden Frame 2025 International Contest of Photography – Belgrad, Serbia 2025
12. International Exhibition of Photography WSP HUNGARY 2025 – Budapeszt, Węgry 2025
13. 8TH ROMANIAN GRAND CIRCUIT 2025 TRANSYLVANIA SALON – Transylvania, Rumunia 2025
14. 8TH ROMANIAN GRAND CIRCUIT 2025 MOLDAVIA SALON – Moldavia 2025
15. 8TH ROMANIAN GRAND CIRCUIT 2025 VARADINUM SALON – Varadinum, Rumunia 2025
16. 9th ONYX International Exhibition of Photography 2025 – Campina, Rumunia 2025
17. International Photo Salon Kicevo 2025 – Kicevo, Macedonia 2025
18. 4th Avala Circuit 2024 Salon 3 NZPAA – Auckland, Nowa Zelandia 2025
19. 4th Avala Circuit 2024 Salon 2 Camera Lucida – Belgrad, Serbia 2025
20. 4th Avala Circuit 2024 Salon 1 Serbia PHOTO – Belgrad, Serbia 2025
21. 16th Finland International Digital Circuit 10th Kuopio Salon – Kuopio, Finlandia 2024
22. 16th Finland International Digital Circuit 2nd Joensuu Salon – Joensuu, Finlandia 2024
23. 16th Finland International Digital Circuit 8th Kouvola Salon – Kouvola, Finlandia 2024
24. 16th Finland International Digital Circuit 1st Loviisa Salon – Loviisa, Finlandia 2024
25. 13th International Salon of Projected Images Exposure 2024 – Cooch Behar, Indie 2024
26. The 131st Toronto International Salon of Photography 2024 – Toronto, Kanada 2024
27. San Francisco CPS 2024 – San Francisco, USA 2024
28. 9th Campina International Exhibition of Photography 2024 – Campina, Rumunia 2024
29. Bucovina – the 3rd Millenium International Photographic Art Salon 20th Edition – Suceava, Rumunia 2024
30. 4th Circular Exhibition of Photography NPS PLS Circuit 2024 – Lizbona, Portugalia 2024[45]
31. 4th Circular Exhibition of Photography NPS PLS Circuit 2024 – Käerjeng, Luksemburg 2024[45]
32. 4th Circular Exhibition of Photography NPS PLS Circuit 2024 – Nowy Sad, Serbia 2024[45]
33. Darkroom International Photo Contest 2024 – Kragujevac, Serbia 2024
34. 6th International Salon Monteverdi 2024 – Podgorica, Czarnogóra 2024
35. 6th International Exhibition of Art Photography Gold Camera 2024 – Ulcinj, Czarnogóra 2024
36. X Zamojski Przegląd Fotograficzny – Zamość, Polska 2024
37. Helvetia Photo Salon 2024 – Brimensdorf, Szwajcaria 2024
38. 11th. Spring Fotosalon Bardaf – Bardejów, Słowacja 2024
39. Balkan Frame 2024 Cacak – Photo Club Cacak – Cacak, Serbia 2024
40. Balkan Frame 2024 Perasto – Photo Club Perasto – Kotor, Czarnogóra 2024
41. FullFrame International Salon 2024 – Mumbai, Indie 2024
42. XXXVII edycja Konkursów mgFoto „Świat w 2023 roku” – Myślenice, Polska 2024
43. New York Photo Fair – Nowy Jork, USA 2024
44. XXII Podkarpackie Konfrontacje Fotograficzne organizowane przez Wojewódzki Dom Kultury w Rzeszowie – Rzeszów, Polska 2024
45. Photo Olympic 2024 – Serbia 2024
46. Labarto International Photo Circuit 2024 Salon Switzerland – Szwajcaria 2024
47. Labarto International Photo Circuit 2024 Salon Greenland – Grenlandia 2024
48. Labarto International Photo Circuit 2024 Salon Madagascar – Madagaskar 2024
49. 8th ONYX International Exhibition of Photography 2024 – Campina, Rumunia 2024
50. Almaty Photo Awards 2024 – Almaty, Kazachstan 2024
51. Maitland International Salon of Photography 2024 – Maitland, Australia 2024
52. Indian Photo Fest International Salon 2024 – Contai, Indie 2024
53. New York Photo Fair (NYPF) Salon – Nowy Jork, USA 2023
54. 4th Romanian Grand Circuit 2023 Winter Edition Wallachia – Bukareszt, Rumunia 2023
55. 4th Romanian Grand Circuit 2023 Winter Edition Varadinum – Oradea, Rumunia 2023
56. 8th Campina Internationa Exhibition of Photography – Campina, Rumunia 2023
57. PreFOTO International Contest of Photography – Presevo, Serbia 2023
58. 4rd Country of Heaven Photo Circuit The Photographic Society of Malaysia – Malezja 2023
59. 4rd Country of Heaven Photo Circuit Asia Photographers Union – Chiny 2023
60. 12th Bardaf International Exhibition Gabriel Grund Memorial – Bardejów, Słowacja 2023
61. 4th Apollon BW – HPS Salon International Contest of Photography – Ateny, Grecja 2023
62. Międzynarodowy Salon Fotografii „Tylko Jedno Zdjęcie" – Jarosław, Polska 2023
63. IX Zamojski Przegląd Fotografii – Zamość, Polska 2023
64. 10th Spring Fotosalon Bardaf – Bardejów, Słowacja 2023
65. IAAP World Cup 2023 – Macedonia 2023
66. Dokumentalni Fotografowie Rzeszowszczyzny – Rzeszów, Polska 2023
67. Jacek Haratym Photo Salon – Polska 2023
68. XXI Podkarpackie Konfrontacje Fotograficzne organizowane przez Wojewódzki Dom Kultury w Rzeszowie – Rzeszów, Polska 2023[51]
69. Fullframe International Salon 2022 – Bombaj, Indie 2022
70. 7th Campina 2022 International Exhibition of Photography Romania – Campina, Rumunia 2022
71. 3rd Country of Heaven Photo Circuit Chengdu Digital Photographer Society of Malaysia (The 1st Chengdu International Photography Festival) – Malezja 2022
72. 3rd Country of Heaven Photo Circuit Chengdu Digital Photographer Union (The 1st Chengdu International Photography Festival) – Chiny 2022
73. 3rd Country of Heaven Photo Circuit Chengdu Digital Photographer Association (The 1st Chengdu International Photography Festival) – Chengdu, Chiny 2022
74. 11th Bardaf International Exhibition Gabriel Grund Memorial 2022 – Bardejów, Słowacja 2022
75. International Salon of Photographic Art – Suczawa, Rumunia 2022
76. 7th Metropolitan International Exhibition of Photography – Nowy Jork, USA 2021
77. VIII Przegląd Fotografii Zamojskiej – Zamość, Polska 2022
78. XXXV Edycja Konkursu mgFoto – Świat w 2021 – Myślenice, Polska 2022
79. 9th Spring Fotosalon Bardaf 2022 – Bardejów, Słowacja 2022
80. XX Podkarpackie Konfrontacje Fotograficzne organizowane przez Wojewódzki Dom Kultury w Rzeszowie – Rzeszów, Polska 2022[41]
81. Jacek Haratym Photo Salon 2022 – Polska
82. 6th Campina 2021 International Exhibition of Photography Romania – Campina, Rumunia 2021
83. VI Photography Intercontinental Circuit 2021 Salon 5. Dominican Republic. VI Salón Internacional de Fotografía Dominicano 2021 Santo Domingo – Santo Domingo, Dominikana 2021
84. VI Photography Intercontinental Circuit 2021 Salon 4. Panama. VI Salón Internacional de Fotografía Panameño 2021 Panama – Panama 2021
85. VI Photography Intercontinental Circuit 2021 Salon 3. Cuba. VI Salón Internacional de Fotografía Cubano 2021 La Habana – Hawana, Kuba 2021
86. VI Photography Intercontinental Circuit 2021 Salon 2. SPAIN. GaudiRfoto 2021. IX Saló Internacional de Fotografia Reus – Reus, Hiszpania 2021
87. VI PPhotography Intercontinental Circuit 2021 Salon 1. Andorra. XI Saló Internacional Fotogràfic Digital Andorra 2021 Andorra La Vella – La Vella, Andora 2021
88. 2nd Country of Heaven Photo Circuit 2021 PSM – Malezja 2021
89. 2nd Country of Heaven Photo Circuit 2021 CDPA – Chiny 2021
90. 2nd Country of Heaven Photo Circuit 2021 APU – Szanghaj 2021
91. Bukovina Millennium III International Salon of Photographic Art – Suczawa, Rumunia 2021
92. 6th Metropolitan International Exhibition of Photography 2021Santo Domingo Nowy Jork, USA 2021
93. Znikające obrazy Podkarpacia…? – Bar Czeremcha w Jaśliskach – Jaśliska, Polska 2021;
94. XIX Podkarpackie Konfrontacje Fotograficzne organizowane przez Wojewódzki Dom Kultury w Rzeszowie – Rzeszów, Polska 2021[52]
95. Znikające obrazy Podkarpacia…? – Gminne Centrum Kultury i Ekologii w Cisnej, Polska 2021[53]
96. Znikające obrazy Podkarpacia…? – Gminny Ośrodek Kultury w Nowym Żmigrodzie, Polska 2021[54]
97. Tricontinental International Shanghai Photography Salon – Shanghai, Chiny 2021
98. Tricontinental International Australian  Horizon Photographic Club – Sydney, Australia 2021
99. Tricontinental International Visualart Photo – Nowy Jork, USA 2021
100. 1st International Salon of Art Photographic Riberato – São Paulo, Brazylia 2021
101. 5th ONYX international Exhibition of Photography – Câmpina, Rumunia 2021
102. Mental Health 2020 International Exhibition of Photography – Teheran, Iran 2021;
103. Znikające obrazy Podkarpacia…? – G2A Arena Centrum Wystawienniczo-Kongresowe Województwa Podkarpackiego – Jasionka, Polska 2021[55]
104. Brooklyn 2020 International Exhibition of Art Photography – Nowy Jork, USA 2021
105. Elephant Festival – Najrobi, Kenia 2020
106. 65th Annual International Competition and Exhibition of Phoyography – Sri Lanka 2020
107. Fotoferia International Exhibition – Polska 2020
108. The International exhibition of art photography Phoenix – Tirana, Albania 2020
109. 9th. Bardaf International Exhibition Gabriel Grund Memorial – Bardejow, Słowacja 2020
110. XVIII Podkarpackie Konfrontacje Fotograficzne – Wojewódzki Dom Kultury – Rzeszów, Polska 2020
111. Znikające obrazy Podkarpacia…? – galeria plenerowa przy Wysokiej Baszcie – Bardejow, Słowacja 2020
112. Znikające obrazy Podkarpacia…? – Muzeum Kultury Ludowej – Kolbuszowa, Polska 2020
113. Manhattan 2020 International Photography Festival – Nowy Jork, USA 2020
114. 7th Spring Fotosalon Bardaf – Bardejov, Słowacja 2020
115. Life Press Photo – Ukraina 2020
116. Elite Photo Salon Greece – Ateny, Grecja 2020
117. F2 Cities 2020 – International Photographic Salon – Buenos Aires, Argentyna 2020
118. NYC Exhibition Brooklyn 2019 – Nowy Jork, USA 2020;
119. 8th. Bardaf International Exhibition Gabriel Grund Memorial – Bardejow, Słowacja 2019
120. Koriton 2019 – Kumanowo, Macedonia 2019
121. Międzynarodowy Salon Fotografii „Tylko Jedno Zdjęcie" – Jarosław, Polska 2019
122. Znikające obrazy Podkarpacia…? – Muzeum Historii Fotografii „Jadernówka” – Mielec, Polska 2019[56]
123. 2nd Pune International Digital-Photography Salon 2019 – Pune, Indie 2019
124. 2nd Moldova Image & Art Salon 2019 – Kiszyniów, Mołdawia 2019
125. XVII Podkarpackie Konfrontacje Fotograficzne – Rzeszów, Polska 2019
126. 1st DSNY International Salon of Photography 2018 – Nowy Jork, USA 2019
127. Podkarpacie Teraz – Edycja IV – Jarosław, Polska 2019;
128. International Exhibition of Art Photography New York – Brooklyn 2018 – Nowy Jork, USA 2018
129. 4 Wojnicki Międzynarodowy Konkurs Fotograficzny – Wojnicz, Polska 2018
130. Międzynarodowy Salon Fotografii „Tylko Jedno Zdjęcie" – Jarosław, Polska 2018
131. Odessa Photo Salon 2018 – Odessa, Ukraina 2018
132. 1st International Exhibition of Photography Big Apple 2018 – Nowy Jork, USA 2018
133. 3rd APC International Photographic Exhibition 2018 – Sydney, Australia 2018
134. 2nd Alokrekhay International Salon of Photography (DIGITAL) 2018 – Kalkuta, Indie 2018
135. Sydney Harbour International – Sydney, Australia 2018
136. International Exhibition of Art Phorography New York – Manhattan 2018 – Nowy Jork, USA 2018
137. Huangbai Mountain International Photographic Exhibition 2018 – Chiny, Huangbai 2018
138. Moldova Photo Awards 2018 – Mołdawia 2018
139. XVI Podkarpackie Konfrontacje Fotograficzne – Rzeszów, Polska 2018
140. Everest International Digital Salon 2018 – Siliguri, Indie 2018
141. Podkarpacie Teraz – Edycja III – Jarosław, Polska 2018
142. 2nd International Contest Unlimited Photo – Podgorica, Czarnogóra 2018
143. Planet Earth Photo Circuit – 2017 New Urengoy – New Urengoy, Rosja 2017
144. Planet Earth Photo Circuit – 2017 Sankt-Petersburg – Sankt-Petersburg, Rosja 2017
145. Planet Earth Photo Circuit – 2017 Moscow – Moskwa, Rosja 2017
146. International Exhibition of Art Photography Brooklyn 2017 – Nowy Jork, USA 2017
147. 3rd Africa Photographic Awards – Republika Południowej Afryki 2017
148. 3 Wojnicki Międzynarodowy Konkurs Fotograficzny – Wojnicz, Polska 2017
149. Międzynarodowy Salon Fotografii „Tylko Jedno Zdjęcie" – Jarosław, Polska 2017
150. 4. Spring Fotosalon Bardaf – Bardejov, Słowacja 2017
151. Gradac 2017 – Kotor, Czarnogóra 2017
152. International Exhibition of Art Phorography New York – Manhattan 2017 – Nowy Jork, USA 2017
153. XV Podkarpackie Konfrontacje Fotograficzne – Rzeszów, Polska 2017
154. Trierenberg Super Circuit – Linz, Austria 2017
155. Trierenberg Super Circuit – WIEN, Austria 2017
156. Trierenberg Super Circuit – Graz, Austria 2017
157. Trierenberg Super Circuit – Bregenz, Austria 2017
158. The Great British Small Print Circuit 2017 – Solway, Wielka Brytania 2017
159. The Great British Small Print Circuit 2017 – Penrith, Wielka Brytania 2017
160. The Great British Small Print Circuit 2017 – Carlisle, Wielka Brytania 2017
161. Foto Art. Super Circuit 2017 – Alipurduar, Indie 2017
162. Foto Art. Super Circuit 2017 – Hyderabad, Indie 2017
163. Foto Art. Super Circuit 2017 – Bishnupur, Indie 2017
164. 5th Internationak Circuit March 8 Photography 2017 Montevarchi – 8° Trophy City of Montevarchi – Montevarchi, Włochy 2017
165. 5th Internationak Circuit March 8 Photography 2017 Montevarchi – 5° Trophy Francesco Mochi di Montevarchi – Montevarchi, Włochy 2017
166. 5th Internationak Circuit March 8 Photography 2017 Montevarchi – 5° Trophy Photographer Vestri di Montevarchi – Montevarchi, Włochy 2017
167. 5th Internationak Circuit March 8 Photography 2017 Montevarchi – 5° Trophy Il Cassero di Montevarchi – Montevarchi, Włochy 2017
168. 15TH PSI International Salon – Mumbai, Indie 2016
169. 5th UFSD International Art Photography Competition – Konya, Turcja 2016
170. 6th Salon of photography Čakovec 2016 – Čakovec, Chorwacja 2016
171. International Salon of Photography Photo Artist 2016 – Davos, Szwajcaria 2016;
172. 42nd Smethwick International Exhibition of Photography 2017 – Smethwick, Wielka Brytania 2016
173. Victor Polansky Award 2016 – Bishkek, Kirgistan 2016
174. 5. Bardaf International Exhibition – Bardejov, Słowacja 2016
175. 2 Wojnicki Międzynarodowy Konkurs Fotograficzny – Wojnicz, Polska 2016
176. I Photography Intercontinental Circuit – I Salón Internacional de Fotografía Dominicano – Santo Domingo, Dominikana 2016
177. I Photography Intercontinental Circuit – I Salón Internacional de Fotografía Dominicano – Panameńo – Panama, Panama 2016
178. I Photography Intercontinental Circuit – IV Saló Internacional de Fotografia REUS – Reus, Hiszpania 2016
179. I Photography Intercontinental Circuit – IV Saló Internacional Fotogrŕfic Digital Andorra – La Vella, Andora 2016
180. 4th International salon of photography Montenegro 2016 – Podgorica, Czarnogóra 2016
181. The 13th Shanghai International Photography Festival 2016 – Shanghai, Chiny 2016
182. Foto Odlot 2016 – Rzeszów, Polska 2016
183. 52 Internacional de Arte Fotográfica 2016 – Jaú, Brazylia 2016
184. Beauty of Face & Body 2016 3rd International Biennal of Photography – Belgrade, Serbia 2016
185. Objective International Salon 2016 – Yerevan, Armenia 2016
186. 44th PSNY International Salon of Color Photography – Nowy Jork, USA 2016
187. 6 Euro – Budapeszt, Węgry 2016
188. XIV Podkarpackie Konfrontacje Fotograficzne – Rzeszów, Polska 2016
189. 2nd International Salon of Print end Diital Art Photography VARNA 2016 – Varna, Bułgaria 2016
190. 1st Circular Exhibition of Photography MNE PBK Circuit 2016 (Podgorica – Budva – Kotor) – Kotor, Czarnogóra 2016
191. 1st Circular Exhibition of Photography MNE PBK Circuit 2016 (Podgorica – Budva – Kotor) – Budva, Czarnogóra 2016
192. 1st Circular Exhibition of Photography MNE PBK Circuit 2016 (Podgorica – Budva – Kotor) – Podgorica, Czarnogóra 2016
193. Podkarpacie Teraz – Edycja I – Jarosław, Polska 2016
194. 1st Atlantic International Photographic Exhibition 2016 – New Jersey, USA 2016
195. 10th International Photo Salon Kumanovo 2015 – Kumanovo, Macedonia 2016
196. Yorkshire International Salon 2015 – Yorkshire, Wielka Brytania 2015
197. Obsession of Light. 4th Vantaa Photoclub International exhibition – Vantaa, Finlandia 2015
198. The 122nd Toronto International Salon of Photography – Toronto, Kanada 2015
199. 1 Wojnicki Międzynarodowy Konkurs Fotograficzny – Wojnicz, Polska 2015
200. Woman – Zena Strakonice international photographic competition – Strakonice, Czechy 2015
201. Międzynarodowy Salon Fotografii „Tylko Jedno Zdjęcie" – Jarosław, Polska 2015
202. X International Salon of Art Photography – Pokrova Vernissage 2015 – Pokrova, Ukraina 2015
203. The F2 – 4° Salón Internacional de Fotografía – Buenos Aires, Argentyna 2015
204. 43rd PSNY International Salon Of Photography 2015 – Nowy Jork, USA 2015
205. XIII Podkarpackie Konfrontacje Fotograficzne – Rzeszów, Polska 2015
206. The Second International Photo Salon Plovdiv – Plovdiv, Bułgaria 2015
207. The Open-air PHOTO Award International Photographic Competition – Český Krumlov, Czechy 2015
208. 1st International Salon of Photography Digital Photo World 2014 – Novi Sad, Serbia 2014
209. The PhotoArt Vision International Salon – Praga, Czechy 2014
210. Międzynarodowy Salon Fotografii „Tylko Jedno Zdjęcie" – Jarosław, Polska 2014
211. 42nd PSNY International Salon 2014 – Nowy Jork, USA 2014
212. Beauty of Face & Body 2014 2nd International Biennal of Projected Image – Belgrad, Serbia 2014
213. 1st Int. exhibition of art photography – Artfoto Gallery 2014 – Bijeljina – Popovi, Bośnia i Hercegowina 2014
214. 2nd Swiss International Photo Contest 2014 – Davos, Szwajcaria 2014
215. Spring Fotosalon Bardaf – Bardejov, Słowacja 2014
216. 3rd International Salon of Photography Woman 2014 – Novi Sad, Serbia 2014
217. 2nd Perlensis Photo Salon – Budapeszt, Węgry 2014
218. In Glory of Woman 2014 – Belgrad, Serbia 1014
219. 2nd Greek Photographic Circuit 2014. International Photographic salon of fine art photography – 4th Salon Rhodos – Grecja 2014
220. 2nd Greek Photographic Circuit 2014. International Photographic salon of fine art photography – 3rd Salon Mykonos – Grecja 2014
221. 2nd Greek Photographic Circuit 2014. International Photographic salon of fine art photography – 2nd Salon Santorini – Grecja 2014
222. 2nd Greek Photographic Circuit 2014. International Photographic salon of fine art photography – 1st Salon Crete – Grecja 2014
223. 3rd international photo contest Woman is... – Scerni, Włochy 2014
224. XII Podkarpackie Konfrontacje Fotograficzne – Rzeszów, Polska 2014
225. 1st Three Country Grand Circuit (Ireland – Montenegro – Serbia) – Irlandia, Czarnogora, Serbia 2014
226. 1st BOS Salon of Projected Images 2014 – Kalkuta, Indie 2014
227. The International Exhibiton of Art Photography – SOUL 2014 – Kumanovo, Macedonia 2014
228. The Maitland International Salon of Photography 2014 – Maitland, Australia 2014
229. Exposed 2013 International salon of photography – Kamnik, Słowenia 2013
230. 7. International Photographic Salon of Mersin Photographic Society (MFD) – Mersin, Turcja 2013
231. 22nd Singapore Photo-Art International Exhibition 2013 – Singapur 2013
232. Międzynarodowy Salon Fotografii „Tylko Jedno Zdjęcie" – Jarosław, Polska 2013
233. 2nd International Salon of Photography Woman – Novi Sad, Serbia 2013
234. XI Podkarpackie Konfrontacje Fotograficzne – Rzeszów, Polska 2013
235. Międzynarodowy Salon Fotografii „Tylko Jedno Zdjęcie" – Jarosław, Polska 2012
236. IX Podkarpackie Konfrontacje Fotograficzne – Rzeszów, Polska 2011
237. Foto Odlot 2010 – Rzeszów, Polska 2010
238. Mielec wczoraj i dziś – śladami starej fotografii (Plac Armii Krajowej) – Mielec, Polska 2010[57]
239. VIII Podkarpackie Konfrontacje Fotograficzne – Rzeszów, Polska 2010
240. Foto Odlot 2009 – Rzeszów, Polska 2009;
241. Retrospekcje – Muzeum Historii Fotografii „Jadernówka” – Mielec, Polska 2006[58]
242. Wystawa Prac Bezrobotnych Twórców Mieleckich (styczeń 2004) w Galerii Samorządowego Centrum Kultury w Mielcu – Mielec, Polska 2004

Źródło: Łukasz Gurdak. Nude Art Photography.

## Nagrody (wyróżnienia)
1. PCA DIPLOMA podczas MPC Circuit Angola 2025 za pracę Zygmunt – Angola 2025
2. Salon Honorable Mention w kategorii Nude podczas NPS NL Spring 2025 za pracę A forest nymph from Wisloczek – Hoorn, Holandia 2025
3. Salon Honorable Mention w kategorii Woman podczas NPS NL Spring 2025 za pracę Dziewa – Hoorn, Holandia 2025
4. Salon Honorable Mention w kategorii Portrait podczas NPS NL Spring 2025 za pracę Slavic herbalist – Hoorn, Holandia 2025
5. Salon Honorable Mention w kategorii Open Monochrome podczas NPS NL Spring 2025 za pracę KATE FROM DOS – Hoorn, Holandia 2025
6. IAAP Diploma w kategorii Open Color podczas NPS NL Spring 2025 za pracę Julka in Przadki – Hoorn, Holandia 2025
7. Salon Silver Certificate podczas Golden Frame 2025 International Contest of Photography za pracę Julia on Mechelinki – Belgrad, Serbia 2025
8. FPO Gold e-Certificate podczas Golden Frame 2025 International Contest of Photography za pracę Marcin – Belgrad, Serbia 2025
9. Salon Honorable Mention podczas Golden Frame 2025 International Contest of Photography za pracę Sun is fire – Belgrad, Serbia 2025
10. Salon Honorable Mention podczas International Exhibition of Photography WSP HUNGARY 2025 za pracę Kinga in Kamienie Brodzinskiego – Budapeszt, Węgry 2025
11. Wyróżnienie podczas 11th Fine Art Photography Awards za projekt Demonologia Karpacka – Londyn, Wielka Brytania 2025
12. Nagroda Honorowa Global Photographic Union podczas 9th ONYX International Exhibition of Photography 2025 za pracę A forest nymph from Wisloczek –  Campina, Rumunia 2025
13. 1st Photographic Association of Coochbehar Medal podczas 13th International Salon of Projected Images Exposure 2024 za pracę Dziewa – Cooch Behar, Indie 2024
14. Photographic Association of Coochbehar HM Medal podczas 13th International Salon of Projected Images Exposure 2024 za pracę Sadowianki – Cooch Behar, Indie 2024
15. Campina Exhibitions Honorable Mention – 9th Campina International Exhibition of Photography 2024 za pracę Cold Morning – Campina, Rumunia 2024
16. Złoty Medla FIAP – 4th Circular Exhibition of Photography NPS PLS Circuit 2024 za pracę Julia on Mechelinki – Nowy Sad, Serbia 2024[45]
17. Salon Honorable Mention – 4th Circular Exhibition of Photography NPS PLS Circuit 2024 za pracę Julka in Przadki – Nowy Sad, Serbia 2024[45]
18. Salon Honorable Mention – 4th Circular Exhibition of Photography NPS PLS Circuit 2024 za pracę Springtime – Nowy Sad, Serbia 2024[45]
19. Salon Honorable Mention – 4th Circular Exhibition of Photography NPS PLS Circuit 2024 za pracę She – Käerjeng, Luksemburg 2024[45]
20. Salon Honorable Mention – 4th Circular Exhibition of Photography NPS PLS Circuit 2024 za pracę Julia in Three Waters – Lizbona, Portugalia 2024
21. Global Art Digital diploma – Darkroom International Photo Contest 2024 za pracę Julia on Mechelinki – Kragujevac, Serbia 2024
22. Global Art Digital diploma – Darkroom International Photo Contest 2024 za pracę Werynias life 2 – Kragujevac, Serbia 2024
23. Global Art Digital 2nd place – Darkroom International Photo Contest 2024 za pracę Marian – Kragujevac, Serbia 2024
24. Global Art Digital diploma – Darkroom International Photo Contest 2024 za pracę Wrotyczanka – Kragujevac, Serbia 2024
25. Global Art Digital diploma – Darkroom International Photo Contest 2024 za pracę Springtime – Kragujevac, Serbia 2024
26. Nagroda Honorowa Photographic Society of America – Helvetia Photo Salon 2024 – Brimensdorf, Szwajcaria 2024
27. Grand Prix City of Bardejov – 11th. Spring Fotosalon Bardaf – Bardejów, Słowacja 2024
28. Nagroda Honorowa FIAP – 11th. Spring Fotosalon Bardaf – Bardejów, Słowacja 2024
29. Nagroda Honorowa FIAP – Balkan Frame 2024 Perasto – Photo Club Perasto – Kotor, Czarnogóra 2024
30. Jako członek Mieleckiej Grupy Fotograficznej – wyróżnienie podczas XXII Podkarpackich Konfrontacji Fotograficznych  – Rzeszów, Polska 2024
31. Wyróżnienie – 10th Fine Art Photography Awards – Londyn, Wielka Brytania 2024
32. Honoralbe Mention – 8th ONYX International Exhibition of Photography 2024 – Campina, Rumunia 2024
33. Nagroda Honorowa FIAP  –  Indian Photo Fest International Salon 2024 – Contai, Indie 2024
34. Nagroda Judges Choice – New York Photo Fair (NYPF) Salon – Nowy Jork, USA 2023
35. Silver Winner – New York Photography Awards 2023 – Nowy Jork, USA 2023
36. Nagroda Honorowa Photographic Society of America – 8th Campina Internationa Exhibition of Photography – Campina, Rumunia 2023
37. Srebrny Medal Fotoklubu Bardaf – 12th Bardaf International Exhibition Gabriel Grund Memorial – Bardejów, Słowacja 2023
38. Wyróżnienie Honorowe FIAP podczas Międzynarodowego Salonu Fotografii „Tylko Jedno Zdjęcie" – Jarosław, Polska 2023
39. Złoty medal The Slovak Federation of Photographers (SFF) podczas 10th Spring Fotosalon Bardaf za pracę Werynias life 2 – Bardejów, Słowacja 2023
40. Złoty medal Fotoklubu Bardaf podczas 10th Spring Fotosalon Bardaf za pracę Village Morning – Bardejów, Słowacja 2023
41. Pierwsza nagroda w Jacek Haratym Photo Salon – Polska 2023
42. Jako członek Mieleckiej Grupy Fotograficznej – główna nagroda podczas XXI Podkarpackich Konfrontacji Fotograficznych  – Rzeszów, Polska 2023
43. Wyróżnienie podczas 9th Fine Art Photography Awards 2023 za projekt Znikające obrazy Podkarpacia...? – Londyn, Wielka Brytania 2023
44. Wyróżnienie podczas 9th Fine Art Photography Awards 2023 za projekt Natura Aktu – Londyn, Wielka Brytania 2023
45. Srebrny medal FFPC podczas Fullframe International Salon 2022 za pracę „Elf from Folusz” – Bombaj, Indie 2022
46. Campina Exhibitions Honorable Mention podczas 7th Campina 2022 International Exhibition of Photography Romania – Campina, Rumunia 2022
47. Nagroda Club Diploma podczas 11th Bardaf International Exhibition Gabriel Grund Memorial 2022 – Bardejów, Słowacja 2022
48. Brązowy Medal „Za Fotograficzną Twórczość” podczas VIII Przeglądu Fotografii Zamojskiej za pracę „The Artist” – Zamość, Polska 2022
49. Nagroda Honorowa FIAP – 9th Spring Fotosalon Bardaf 2022 – Bardejów, Słowacja 2022
50. Brązowy Medal „Za Fotograficzną Twórczość” podczas XX Podkarpackich Konfrontacji Fotograficznych – Rzeszów, Polska
51. Wyróżnienie Honorowe podczas Jacek Haratym Photo Salon 2022 za pracę „When the Sunrise coming” – Polska
52. Silver Winner – New York Photography Awards 2021 – Nowy Jork, USA 2021
53. Nagroda Honorowa Photographic Society of America – 6th Campina 2021 International Exhibition of Photography Romania – Campina, Rumunia 2021
54. Nagroda Honorowa FIAP – VI Photography Intercontinental Circuit 2021 Salon 4. Panama. VI Salón Internacional de Fotografía Panameño 2021 Panama – Panama 2021
55. Nagroda Honorowa – 1st International Salon of Art Photographic Riberato – São Paulo, Brazylia 2021
56. Wyróżnienie – Fine Art Photography Awards 2021 – Londyn, Wielka Brytania 2021[30]
57. Srebrny Medal Master of Light – Brooklyn 2020 International Exhibition of Art Photography – Nowy Jork, USA 2021
58. Wyróżnienie – Elephant Festival – Najrobi, Kenia 2020
59. Nagroda Honorowa Fotoferia International Exhibition – Polska 2020
60. Nagroda CLUB Diploma – 9th Bardaf International Exhibition Gabriel Grund Memorial – Bardejow, Słowacja 2020
61. Nagroda Honorowa IAAP – Just One Photo – Jarosław, Polska 2020
62. Złoty Medal (7th Spring Fotosalon Bardaf) – Bardejov, Słowacja 2020
63. Wyróżnienie (Fine Art Photography Awards 2020) – Londyn, Wielka Brytania 2020;
64. Nagroda Honorowa FIAP (8th. Bardaf International Exhibition Gabriel Grund Memorial) – Bardejow, Słowacja 2019
65. Wyróżnienie (International Photography Awards 2019 IPA 2019) – Los Angeles, USA 2019
66. Wyróżnienie (Fine Art Photography Awards 2019) – Londyn, Wielka Brytania 2019
67. Wyróżnienie (Fine Art Photography Awards 2019) – Londyn, Wielka Brytania 2019
68. Brązowy medal (1st International Exhibition of Photography BIG APPLE 2018)– Nowy Jork, USA 2018
69. Wyróżnienie (1st International Exhibition of Photography Big Apple 2018)– Nowy Jork, USA 2018
70. Brązowy Medal (PX3 – Prix de la Photographie Paris 2018) – Paryż, Francja 2018
71. Wyróżnienie (Fine Art Photography Awards 2019) – Londyn, Wielka Brytania 2018
72. Wyróżnienie (ND Photograpy Awards 2017)– Londyn, Wielka Brytania 2017
73. Nagroda Master of Light Gold Diploma (International Exhibition of Art Photography Brooklyn 2017) – Nowy Jork, USA 2017
74. Wyróżnienie (3rd Africa Photographic Awards 2017)– Republika Południowej Afryki 2017
75. Nagroda Honorowa International Association of Art Photographers (Tylko Jedno Zdjęcie) – Jarosław, Polska 2017
76. Nagroda Honorowa – Phtographic Society of America (GRADAC 2017) – Kotor, Czarnogóra 2017
77. Wyróżnienie (Fine Art Photography Awards 2017) – Londyn, Wielka Brytania 2017
78. Medal Honorowy (Foto Art Super Circuit 2017 – Aliprduar) – Aliprduar, Indie 2017
79. Srebrny Medal (Foto Art Super Circuit 2017 – Hyderabad) – Hyderabad, Indie 2017
80. Złoty Medal – Photographic Society of America (Foto Art Super Circuit 2017) – Bishnupur, Indie 2017
81. Nagroda Best Landscape (5th International Circuit March 8 Photography 2017 Montevarchi – 5°Trophy Francesco Mochi di Montevarchi) – Montevarchi, Włochy 2017
82. Nagroda Honorowa Photographic Society of America (International Salon of Photography Photo Artist 2016) – Davos, Szwajcaria 2016
83. Nagroda Honorowa FIAP (I Photography Intercontinental Circuit – I Salón Internacional de Fotografía Dominicano) – Santo Domingo, Dominikana 2016
84. Nagroda Honorowa (I Photography Intercontinental Circuit – I Salón Internacional de Fotografía Dominicano) – Santo Domingo, Dominikana 2016
85. Nagroda Honorowa Digital Photo Archive (4th International Salon of Photography Montenegro 2016) – Podgorica, Czarnogóra 2016
86. Medal Fotoklubu Rzeczypospolitej Polskiej „Za Fotograficzną Twórczość” (Foto Odlot 2016) – Rzeszów, Polska 2016
87. Nagroda Honorowa Global Photographic Union (Beauty of Face & Body 2016 3rd International Biennal of Photography) – Belgrad, Serbia 2016
88. Złoty Medal Serbskiego Towarzystwa Fotograficznego (Beauty of Face & Body 2016 3rd International Biennal of Photography) – Belgrad, Serbia 2016
89. Wyróżnienie Honorowe The Royal Photographic Society (2nd International Salon of Print and Digital Art Photography VARNA 2016) – Warna, Bułgaria 2016
90. Nagroda Honorowa Stowarzyszenia New Camera Club (2nd Swiss International Photo Contest 2014) – Davos, Szwajcaria 2014
91. Nagroda Honorowa Photographis Society of America (In Glory of Woman 2014) – Belgrad, Serbia 2014
92. Nagroda Honorowa United Photographers International (The International Exhibiton of Art Photography – SOUL 2014) – Kumanowo, Macedonia 2014
93. Nagroda Honorowa Mersin Photographic Society (7. International Photographic Salon of Mersin Photographic Society) – Mersin, Turcja 2013
94. Nagroda Honorowa FIAP (7. International Photographic Salon of Mersin Photographic Society) – Mersin, Turcja 2013
95. Nagroda Honorowa FIAP (Tylko Jedno Zdjęcie) – Jarosław, Polska 2013
96. Nagroda Honorowa (2nd International Salon of Photography Woman) – Nowy Sad, Serbia 2013
97. Nagroda specialna Photo of the Year (Tylko Jedno Zdjęcie) – Jarosław, Polska 2012
98. Jako członek Mieleckiej Grupy Fotograficznej główna nagroda podczas IX Podkarpackiech Konfrontacji Fotograficznych w WDK Rzeszów – Rzeszów, Polska 2011
99. Nagroda Radia Puls FM w konkursie Mielec – Miasto i jego Mieszkańcy za pracę Mieleckie zakątki – Mielec, Polska 2006
100. Wyróżnienie w konkursie Mielec – Miasto i jego Mieszkańcy za pracę Mieleckie zakątki2 – Mielec, Polska 2006
101. Wyróżnienie w konkursie Wiosna organizowanego przez Centrum Fotografii Cyfrowej Granmark za pracę Wiosenne przebudzenie – Mielec, Polska 2006
102. Wyróżnienie w konkursie Zima organizowanego przez Centrum Fotografii Cyfrowej Granmark za pracę Lodowe Wariacje – róża – Mielec, Polska 2006

Źródło: Łukasz Gurdak. Nude Art Photography.